# Négy karácsony
A Négy karácsony (eredeti cím: Four Christmases) 2008-ban bemutatott amerikai karácsonyi filmvígjáték, amely Seth Gordon első nagyjátékfilmes rendezése volt. A főbb szerepekben Vince Vaughn, Reese Witherspoon, Robert Duvall, Jon Favreau, Mary Steenburgen, Dwight Yoakam, Tim McGraw, Kristin Chenoweth, Jon Voight és Sissy Spacek látható.
A New Line Cinema és a Spyglass Entertainment gyártotta és a Warner Bros. Pictures mutatta be 2008. november 26-án. Általánosságban negatív véleményeket kapott a kritikusoktól, bevételi szempontból viszont jól teljesített; 80 milliós költségvetésével szemben 163 millió dollárt termelt. 

## Cselekmény
Kate és Brad McVie boldog élettársi kapcsolatban élnek együtt San Franciscóban. Mindkettőjük szülei elváltak. Mint minden évben, most is mindketten meghívást kapnak a szülők négy új családjába karácsonyra, és mint minden évben, most is úgy döntenek, inkább elutaznak és kettesben töltik a szeretet ünnepét. Hogy elkerüljék a mindenkori családi ünneplést, minden évben a legbizarrabb kifogásokat találják ki és adják elő családjaiknak (például úgy tesznek, mintha önkéntes munkát végeznének szegény országokban).
Idén a pár úgy dönt, a Fidzsi-szigetekre repülnek. Amikor megérkeznek a repülőtérre, megdöbbenve tapasztalják, hogy a sűrű köd miatt minden járatot töröltek. Véletlenül azonban egy tévéstáb interjút készít velük, amit élőben közvetítenek a hírekben. A családjaik látják ezt a riportot és telefonon magyarázatot követelnek. Mivel nem tudják kimagyarázni magukat, Kate és Brad úgy döntenek, meglátogatják mind a négy családot és részt vesznek a többé-kevésbé mozgalmas karácsonyi ünnepségeken.

## Szereplők
| Színész           | Szerep       | Magyar hang         |
| ----------------- | ------------ | ------------------- |
| Vince Vaughn      | Brad         | Haás Vander Péter   |
| Reese Witherspoon | Kate         | Kökényessy Ági      |
| Robert Duvall     | Howard       | Helyey László       |
| Mary Steenburgen  | Marilyn      | Kiss Mari           |
| Sissy Spacek      | Paula        | Kovács Nóra         |
| Jon Voight        | Creighton    | Ujréti László       |
| Jon Favreau       | Denver       | Barabás Kiss Zoltán |
| Tim McGraw        | Dallas       | Görög László        |
| Katy Mixon        | Susan        | Bogdányi Titanilla  |
| Carol Kane        | Sarah néni   | Vándor Éva          |
| Colleen Camp      | Donna néni   | Tóth Szilvia        |
| Jack Donner       | Nagypapa     | nem szólal meg      |
| Skyler Gisondo    | Connor McVie | N/A                 |
| Brian Baumgartner | Eric         | Pálfai Péter        |

## A film készítése
Mielőtt Vince Vaughn és Reese Witherspoon megkapta volna a főszerepet, bejelentették, hogy a Spyglass Entertainment Adam Shankman rendezőt jelölte ki a Columbia Pictures számára.
Gordont Vaughn javaslatára hozták be rendezőnek, aki látta Gordon The King of Kong: A Fistful of Quarters című dokumentumfilmjét, amely (ahogy Gordon is rámutatott) a Négy karácsonyhoz hasonlóan "hagyományosan hármas felépítésű".
A film forgatása 2007 decemberében kezdődött, a 2007-2008-as Writers Guild of America sztrájk idején, ami azt jelentette, hogy a forgatókönyvön nem lehetett változtatni. A gyártás során a New Line Cinema a Warner Bros. "részlegévé" vált, ami veszélyeztette a film elkészítését.

## Fogadtatás

### Bevételi adatok
A nyitónapon a második helyen végzett a jegypénztáraknál, 6,1 millió dollárral ,az előző héten újonnan bemutatott Alkonyat című kasszasiker mögött. Ezután csütörtöktől vasárnapig minden nap az első helyet foglalta el, 46,1 millió dollárt termelt és az első helyen végzett a hálaadás hosszú ünnepi hétvégéjén. Második hétvégéjén megtartotta első helyét és újabb 18,1 millió dollárt hozott.
Az Egyesült Államokban 120,1 millió dolláros, külföldön pedig 43,6 millió dolláros bevételt ért el, ami világszerte 163,7 millió dolláros bevételt jelentett.

## Médiakiadás
A DVD és a Blu-ray lemez 2009. november 24-én jelent meg.

## Filmzene
1. "Baby It's Cold Outside": Dean Martin & Martina McBride  – 2:55
2. "(There's No Place Like) Home for the Holidays": Perry Como  – 2:51
3. "Sleigh Ride": Ferrante & Teicher  – 2:16
4. "Christmas All Over Again": Tom Petty  – 4:15
5. "Season's Greetings": Robbers On High Street  – 2:23
6. "Jingle Bell Rock": Bobby Helms & The Anita Kerr Singers  – 2:11
7. "The Christmas Song": Gavin DeGraw  – 3:24
8. "Cool Yule": Louis Armstrong  – 2:55
9. "I'll Be Home for Christmas": Dean Martin  – 2:33
10. "White Christmas": Bing Crosby  – 2:59
11. "O Little Town of Bethlehem": Sarah McLachlan  – 3:53

## Fordítás
- Ez a szócikk részben vagy egészben  a   Four Christmases című angol Wikipédia-szócikk fordításán alapul.  Az eredeti cikk szerkesztőit annak laptörténete sorolja fel. Ez a jelzés csupán a megfogalmazás eredetét és a szerzői jogokat jelzi, nem szolgál a cikkben szereplő információk forrásmegjelöléseként.